# Понто-тьо

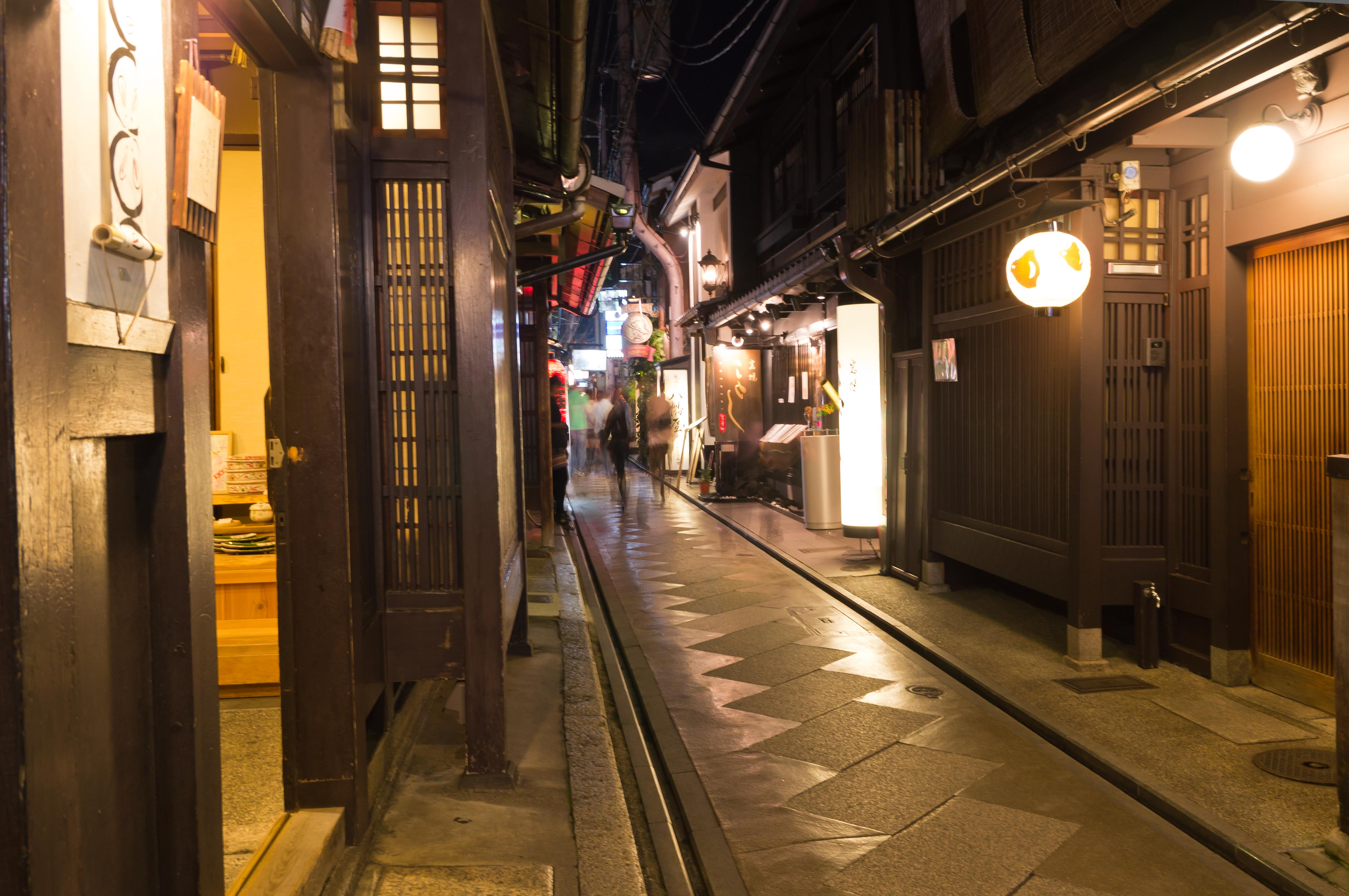
Вулиця району Понто-тьо, прикрашена ліхтариками

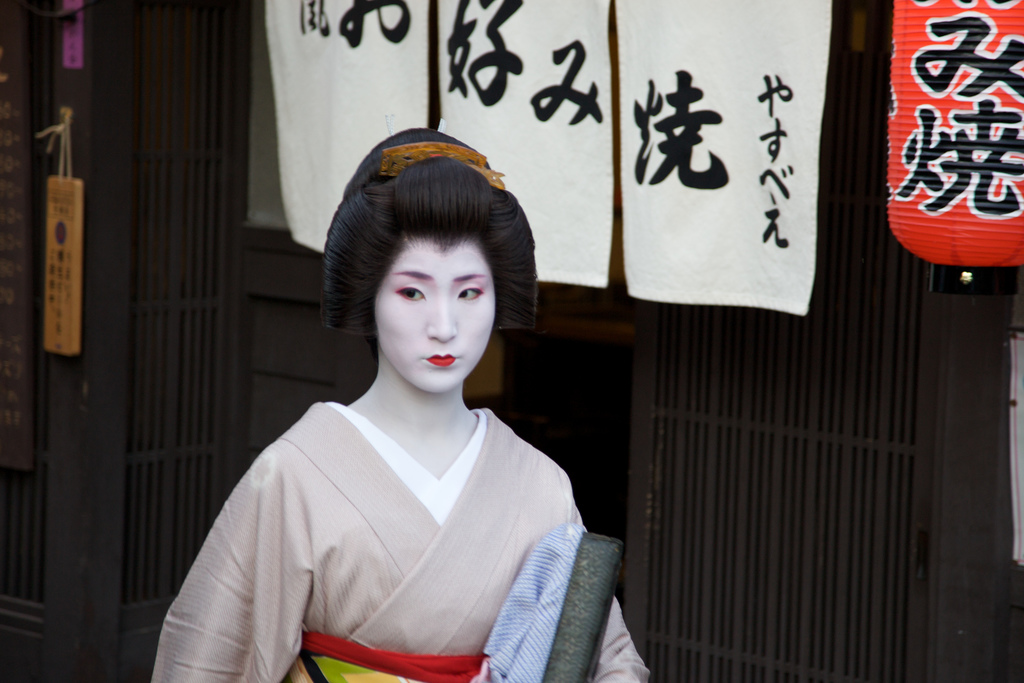
Гейша з Понто-тьо на ім'я Хісао

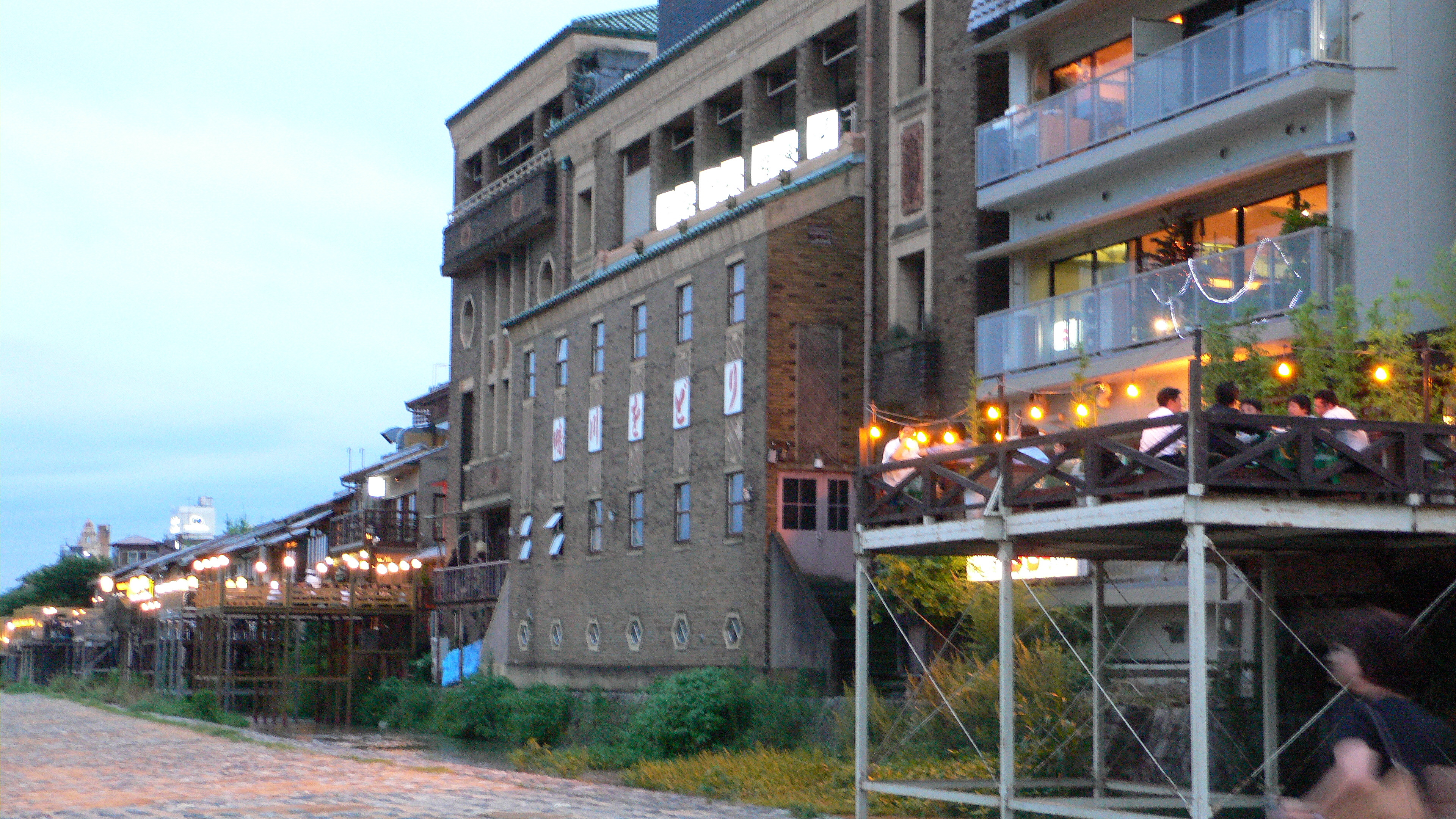
Кабурендзьо (театр) біля річки Камо з вивіскою «Камогава одорі»

Понто-тьо (яп. 先斗町) — район Кіото, відомий однойменною ханаматі та традиційними чайними будиночками. Архітектура Понто-тьо майже не зазнала сучасного впливу, як і в Гіоні. 
Назва «Понто-тьо» — це об'єднання англійського слова «point» або португальського «ponto» (обидва означають «точка») та яп. «町», що означає «район», «вулиця» або «дорога». Герб району — стилізоване зображення сивки «Чідорі». 
Понто-тьо розташований вздовж довгої вулиці, що йде від Сідзьо:-дорі до Сандзьо:-дорі, на один блок на захід від річки Камо («Камогава»). Тут розташовувалися театри кабукі, а статуя Ідзумо-но Окуні донині височіє на протилежному боці річки Камо. 
Гейші та повії працювали в Понто-тьо з початку XVI століття. Розвивалися і інші розваги. 
До 1700 в Понто-тьо проституція досягла такого розмаху, що борделі з Сімабара почали скаржитися чиновникам на конкуренцію. 
У 1712 в «Сінкавараматі» (стара назва району) офіційно дозволено відкривати чайні будиночки. 
У 1713 в Понто-тьо дозволено відкривати легальні борделі, а в 1813 перші гейші стали працювати в цьому районі. 
Сьогодні район, освітлений ночами паперовими ліхтариками, наповнений дорогими ресторанами, часто в них столики встановлені прямо на дерев'яних помостах, на річці. У районі безліч будиночків гейш, кафе, барів та підпільних борделів. 
Район знаний театром кабурендзьо, розташованим наприкінці вулиці. У театрі репетирують гейші, а з 1872 в ньому проводиться фестиваль танців річки Камо (Камогава одорі), що поєднує в собі традиційні танці, вистави кабукі, виконання пісень під сямісен та інші японські інструменти. Камогава одорі — рідкісний шанс для звичайних людей побачити справжніх гейш. 
У ханаматі Понто-тьо працювала гейшею-акомпаніатором американська антропологиня Лайза Делбі.